# NGC 7588
NGC 7588 је спирална галаксија у сазвежђу Пегаз која се налази на NGC листи објеката дубоког неба.
Деклинација објекта је + 18° 45' 10" а ректасцензија 23h 17m 57,7s. Привидна величина (магнитуда) објекта NGC 7588 износи 14,9 а фотографска магнитуда 15,7. NGC 7588 је још познат и под ознакама MCG 3-59-31, CGCG 454-30, ARAK 581, NPM1G +18.0587, PGC 70983.